# Curling ai III Giochi olimpici giovanili invernali
I tornei di curling dei III Giochi olimpici giovanili invernali si sono svolte al Palladium de Champéry di Champéry, in Svizzera, dal 10 al 22 gennaio 2020.

## Podi
| Evento           | Oro                                                                      | Argento                                                          | Bronzo                                                                         |
| Torneo a squadre | Norvegia Lukas Høstmælingen Grunde Buraas Nora Østgård Ingeborg Forbregd | Giappone Takumi Maeda Momoha Tabata Asei Nakahara Mina Kobayashi | Russia Valeriia Denisenko Mikhail Vlasenko Alina Fakhurtdinova Nikolai Lysakov |
| Doppio misto     | Squadra mista Laura Nagy Nathan Young                                    | Squadra mista Chana Beitone Nikolai Lysakov                      | Squadra mista Pei Junhang Vit Chabicovsky                                      |